# Битва при Беневенто (1266)
Битва при Беневенто — сражение, состоявшееся 26 февраля 1266 года близ города Беневенто, в котором Манфред Сицилийский потерпел поражение от Карла Анжуйского и погиб в бою. После этого власть анжуйцев в Италии укрепилась.

## Предыстория
Папство многие года боролось с немецким имперским домом Гогенштауфенов. В 1258 году незаконный сын императора Фридриха II — Манфред — узурпировал власть в Сицилийском королевстве. Поводом послужили слухи о гибели законного наследника Фридриха — Конрадина, который тогда находился в Баварии. Папа Урбан IV в 1263 году тайно договорился с Карлом Анжуйским, благословив его поход за сицилийской короной.
Французский граф прибыл в Рим к 1265 году, но из-за финансовых проблем ему пришлось приостановить осуществление своих планов. В то же время, до января 1266 года Манфред не решался нападать, пока армия Карла не перешла Альпы. Сторонники короля начали покидать его, и он решился на генеральное сражение с интервентами.

## Битва

### Диспозиция войск
Карл разделил свою армию на три части:
- Первыми противника встречали 900 провансальских бойцов, под командованием Филлипа Монфора
- Вторую линию составляли 400 итальянцев и 1000 воинов из Лангедока, под командованием Карла Анжуйского.
- Замыкали войско 900 бойцов, под командованием графа Фландрии Роберта III и коннетабля Франции.

Манфред выставил вперёд сарацинских лучников. За ними заняли позиции 1200 немецких наёмников, подчинённых двоюродному брату короля — Джордано Д'Англано и Гальвано Англоне. Вторую линию составляли 1000 итальянских наёмников и 300 сарацинских всадников под командованием дяди Манфреда — Гальвано Лансии. Последнюю линию — 1400 королевских феодалов возглавил сам сицилийский правитель.

### Схватка
Утром Манфред приказал арабским лучникам и лёгкой кавалерии перейти мост для начала перестрелки, однако пехота Карла заставила их отступить. Первая линия сицилийцев (по собственной воле или по приказу Манфреда) начала атаку, но после удачного начала наступления были побеждены вторым отрядом французов.
Вторая линия сицилийцев, только пройдя через мост, была окружена с флангов воинами Роберта III, которые быстро покончили с ней. После этого большинство дворян забыли о своей клятве Манфреду, который вскоре был убит в бою.

## Последствия
Это сражение положило конец владычеству Штауфенов в Италии. Сицилийское королевство практически без сопротивления признало нового правителя, который начал дожидаться последнего претендента на свой трон — Конрадина. С ним Карл скрестил меч в августе 1268 года — в битве при Тальякоццо